# 552. pehotni polk (Wehrmacht)
Za druge 552. polke glejte 552. polk.
552. pehotni polk (izvirno nemško Infanterie-Regiment 552) je bil eden izmed pehotnih polkov v sestavi redne nemške kopenske vojske med drugo svetovno vojno.

## Zgodovina
Polk je bil ustanovljen 12. maja 1940 kot polk 10. vala iz nadomestnih čet WK XI in dodeljen 279. pehotni diviziji.
10. julija 1940 je bil polk razpuščen zaradi hitrega zaključka francoske kampanje; čete so bile vrnjene k izvirnim enotam.
Polk je bil ponovno ustanovljen 19. decembra 1941 kot polk 17. vala, kot »Walküre« enota WK X; polk je bil dodeljen 329. pehotni diviziji.
15. oktobra istega leta je bil polk preimenovan v 552. grenadirski polk.

## Sestava
- štab
- I. bataljon
- II. bataljon
- 13. četa pehotnih topov
- 14. tankovskolovska četa
- 15. pionirska četa
- kolesarska četa